# 村上ゆみえ
村上 ゆみえ（むらかみ ゆみえ、1971年1月18日 - ）は、広島ローカルタレント。広島県出身。

## 経歴
広島県因島市（現尾道市）出身。身長162cm、血液型はA型。
若いころはアイドル歌手を目指していたことがあり、持ち歌もある。全国区デビューはならなかったものの、アイドルっぽい可愛らしい風貌と天然ボケで人気者になり、10年以上の長きに渡って広島地区の多くの番組で起用されている。
芸名については、活動開始当初は本名の「友美恵」名義だったが、次第に「ゆみえ」名義に移行した。そのため一時期、同じテレビ局の番組にもかかわらず、ある番組では本名が掲示され、別の番組では芸名が掲示されていたことがあった。
NPO法人気象キャスターネットワークには、原則として気象予報士が加入するが、村上は気象関連資格を持たないもののテレビでの活動を通じ特例的に加入が認められ、地球温暖化の問題を中心とした公演活動を展開している。
2005年7月に結婚。

## 主な出演番組

### テレビ
広島テレビ放送(HTV)
- 住宅情報広島版 なっ得テレビ（随時放送）

広島ホームテレビ(HOME)
- イチオシ。
- Dr.キャンパ（2005年 - ）
- たわわのTARZAN（1991年 - 1995年）
- HOMEフレッシュモーニング（1992年 - 1995年）
- 西田篤史のテレビランド（1996年 - 2000年）
- ココ!ブランニュー
- シャボン玉せっけん ナチュラル生活

テレビ新広島(tss)
- ひろしま満点ママ!!（2000年 - 2008年）

### ラジオ
広島エフエム放送
- -WEEKLY PARTY- 週末オトナ計画（2000年 - 2006年）※一時改題期間あり（下記参照）
  - -WEEKLY PARTY- 週末オトナ計画ワイド!（2003年4年 - 9月）
- WEEKEND FLY! DAY（2003年10月 - 2004年3月）
- AB CATSのWE LOVE POPS（1992年頃）
- 週感HPP（しゅうかんはぴぴ、1993年 - 1994年）

## 関連ローカルタレント
- 大松しんじ
- 松本裕見子